# Annelie Nilsson
Annelie Nilsson, född 14 juni 1971 i Luleå, är en svensk före detta professionell fotbollsmålvakt.
Nilsson spelade 32 matcher för Sveriges damlandslag, och var bland annat med vid sommar-OS 1996 i Atlanta, där hon spelade 3 matcher. På klubbnivå spelade hon för Sunnanå SK. Hon avslutade fotbollskarriären efter säsongen 1997.